# تياغو رودريغيز دا سيلفا
تياغو رودريغيز دا سيلفا (بالبرتغالية: Thiago) (12 يونيو 1996 بريو دي جانيرو في البرازيل - ) هو لاعب كرة قدم برازيلي في مركز حراسة المرمى. لعب مع نادي فلامنغو.

## روابط خارجية
- تياغو رودريغيز دا سيلفا على موقع الاتحاد الأوربي (الإنجليزية)
- تياغو رودريغيز دا سيلفا على موقع قاعدة بيانات كرة القدم.إي يو (الإنجليزية)
- تياغو رودريغيز دا سيلفا على موقع Soccerway.com (الإنجليزية)
- تياغو رودريغيز دا سيلفا على موقع عالم كرة القدم.نت (الإنجليزية)